# Manuel de Barros
Manuel Gonçalves Pereira de Barros (Esposende, 29 de Maio de 1908 — Porto, 31 de Janeiro de 1971) foi um astrónomo português.

## Biografia
Manuel de Barros licenciou-se em Matemática e em Engenharia Civil. Doutorou-se em Astronomia em 1932. Já antes de se doutorar publicara um texto contendo um projecto de um observatório astronómico para a Faculdade de Ciências da Universidade do Porto. Um tal observatório acabaria por ser construído em 1948, seguindo em grande parte o projecto mencionado. O local onde foi instalado fora visitado cinco anos antes pelo Astrónomo Real Britânico, Sir Harold Spencer Jones, que o considerou adequado para o efeito. Além de dirigir o observatório, Manuel de Barros foi professor de Astronomia na Universidade do Porto. Faleceu pouco depois de ter organizado o Summer Institute on Stellar Evolution and Variable Stars, que decorreu em Ofir, no Verão de 1970.
O observatório astronómico que fundou designa-se actualmente por Observatório Astronómico Prof. Manuel de Barros.